# Легка атлетика на Всеукраїнській олімпіаді 1922
Змагання з легкої атлетики на Всеукраїнській олімпіаді 1922 року відбулись 12-20 серпня в Харкові.
Організатором першості виступили органи Всевобучу. Програма змагань мала на собі відбиток воєнного часу — в ній переважали військово-прикладні й командні види (пробіги, піші переходи, бігові дистанції з різними перешкодами тощо). Однак відбулися й змагання з класичних видів легкої .
Як і минулого року, на олімпіаді виступали лише чоловіки. Змагання вважаються другою офіційною українською першістю з легкої атлетики.

## Медалісти
| Дисципліни                | Золото                                                                       | Золото      | Срібло                 | Срібло  | Бронза                       | Бронза  |
| ------------------------- | ---------------------------------------------------------------------------- | ----------- | ---------------------- | ------- | ---------------------------- | ------- |
| 100 метрів                | Василь Калина Київ                                                           | 11,4        |                        |         |                              |         |
| 200 метрів                | Василь Калина Київ                                                           | 24,1        |                        |         |                              |         |
| 400 метрів                | Василь Калина Київ                                                           | 56,4        | Віктор Стариков Харків | 58,2    | Вадим Снетенчук Житомир      | 59,4    |
| 800 метрів                | Володимир Колпиков Київ                                                      | 2.11,6      | Михайло Іванов Київ    |         |                              |         |
| 1500 метрів               | Володимир Колпиков Київ                                                      | 4.34,9 NR   | Михайло Іванов Київ    |         |                              |         |
| 5000 метрів               | Михайло Іванов Київ                                                          | 18.22,2     |                        |         |                              |         |
| 10000 метрів              | Михайло Іванов Київ                                                          | 38.19,2 NR  | Мартиненко Київ        | 38.20,0 | Єгоров Житомир               | 40.20,0 |
| Годинний біг              | Михайло Іванов Київ                                                          | 15 560 м NR |                        |         |                              |         |
| 110 метрів з бар'єрами    | Петро Лукашевич Київ                                                         | 19,6 NR     |                        |         |                              |         |
| 4×100 метрів              | Харків Віктор Стариков В. Кобцев Олександр Шпаковський Михайло Романтовський | 51,6 NR     |                        |         |                              |         |
| 100×200×400×800 метрів    | Київ Петро Лукашевич П'яткін Василь Калина Володимир Колпиков                | 3.46,5 NR   |                        |         |                              |         |
| Спортивна ходьба на 5 км  | Леонід Ордін Харків                                                          | 29.55,0     | Холмовський            | 30.02,0 | Микола Мільфорт Харків       | 30.05,0 |
| Стрибки у висоту          | Петро Лукашевич Київ                                                         | 1,58 м NR   |                        |         |                              |         |
| Стрибки у висоту з місця  | Василь Калина Київ                                                           | 1,34 м      | Бредіс Харків          | 1,27 м  | Вацек                        | 1,255 м |
| Стрибки з жердиною        | Костянтин Зайцев Харків                                                      | 3,02 м NR   |                        |         |                              |         |
| Стрибки у довжину         | Петро Лукашевич Київ                                                         | 5,94 м      |                        |         |                              |         |
| Стрибки у довжину з місця | Василь Калина Київ                                                           | 2,90 м      |                        |         |                              |         |
| Потрійний стрибок         | Петро Лукашевич Київ                                                         | 12,02 м NR  |                        |         |                              |         |
| Потрійний стрибок з місця | Василь Калина Київ                                                           | 8,46 м NR   | Гринченко Харків       | 7,74 м  | П'яткін Київ                 | 7,53 м  |
| Штовхання ядра            | Петро Дрейман Харків                                                         | 10,50 м NR  | Бредіс Харків          | 9,79 м  | П'яткін Київ                 | 9,34 м  |
| Метання диска             | Август Орлеан Харків                                                         | 31,79 м NR  |                        |         |                              |         |
| Метання молота            | Петро Дрейман Харків                                                         | 29,18 м NR  |                        |         |                              |         |
| Метання списа             | Р. Бредіс Харків                                                             | 41,81 м     |                        |         |                              |         |
| Десятиборство             | Василь Калина Київ                                                           |             | Петро Лукашевич Київ   |         | Олександр Шпаковський Харків |         |
| П'ятиборство              | Василь Калина Київ                                                           |             | Петро Лукашевич Київ   |         | Олександр Шпаковський Харків |         |